# مایک مو
مایک مو (انگلیسی: Mike Moh؛ زادهٔ ۱۹ اوت ۱۹۸۳) بازیگر و بدل‌کار اهل ایالات متحده آمریکا است. وی از سال ۲۰۰۶ میلادی تاکنون مشغول فعالیت بوده‌است.
از فیلم‌هایی که وی در آن نقش داشته‌است، می‌توان به روزی روزگاری در هالیوود اشاره کرد.